# Dar El Beïda (distrito)
Dar El Beïda é um distrito localizado na província de Argel, no norte da Argélia.[carece de fontes?]

## Municípios
O distrito está dividido em sete municípios:
- Dar El Beïda
- Bab Ezzouar
- Aïn Taya
- El Marsa
- Bordj El Bahri
- Bordj El Kiffan
- Mohammedia